# Сарко, Алехо
Алехо Урьель Сарко (исп. Alejo Uriel Sarco; родился 6 января 2006, Альберти) — аргентинский футболист, нападающий немецкого клуба «Байер 04».

## Клубная карьера
Воспитанник футбольной академии клуба «Велес Сарсфилд». В основном составе клуба дебютировал 30 марта 2024 года в матче Кубка Профессиональной лиги Аргентины против «Тальереса». 13 мая 2024 года Сарко дебютировал в аргентинской Примере в матче против клуба «Химнасия и Эсгрима».
В январе 2025 года перешёл в состав действующего чемпиона Германии «Байера 04».

## Карьера в сборной
В 2022 году дебютировал в составе сборной Аргентины до 17 лет. Весной 2023 года сыграл на чемпионате Южной Америки среди игроков до 17 лет.